# Exterminator
Exterminator in Kennywood (West Mifflin, Pennsylvania, USA) ist eine drehende Stahlachterbahn im Dunkeln vom Modell Spinning Coaster des Herstellers Reverchon, die am 18. April 1999 eröffnet wurde.
Die ganze Bahn steht in einer Halle, welche eine Fabrik darstellen soll. Die Fahrgäste werden in die Rolle von Mäusen versetzt, die auf der Flucht vor den Kammerjägern (engl. Exterminator) sind. Das Streckenlayout wurde auch an das Wilde-Maus-Layout angelehnt. Auf einer Streckenlänge von 420 m werden 13 Höhenmeter überwunden. Die Höchstgeschwindigkeit beträgt 46,8 km/h.

## Wagen
Exterminator besitzt neun einzelne Wagen. In jedem Wagen können vier Personen Platz nehmen.